# Mchy (osada leśna w województwie wielkopolskim)
Mchy – osada leśna w Polsce położona w województwie wielkopolskim, w powiecie śremskim, w gminie Książ Wielkopolski.